# Pohár CONMEBOL
Pohár CONMEBOL, španělsky Copa CONMEBOL, byla fotbalová soutěž pořádaná od roku 1992 do roku 1999 jihoamerickou konfederací CONMEBOL. Jednalo se o pohár, jehož se mohly účastnit kluby, které se neprobojovaly do Poháru osvoboditelů. Byla to obdoba evropského Poháru UEFA.

## Historie
Pohár CONMEBOL se hrál od roku 1992 do roku 1999. Účastnily se ho kluby, které se neprobojovaly do Poháru osvoboditelů. Od roku 1998 se hrály už i Copa Mercosur a Copa Merconorte pro pozvané populární kluby. V ročnících 1998 a 1999 tak už v Poháru CONMEBOL nehrály ani tyto kluby. Pohár CONMEBOL se hrál ve 2. polovině roku (stejně jako Copa Mercosur a Copa Merconorte a na rozdíl od Poháru osvoboditelů). Pohár CONMEBOL byl zrušen v souvislosti s rozšířením počtu účastníků Poháru osvoboditelů od roku 2000. Copa Mercosur a Copa Merconorte se později sloučily do Copa Sudamericana.

## Finalisté
| Klub             | Vítěz | Finalista | Rok vítěz  | Rok finalista |
| ---------------- | ----- | --------- | ---------- | ------------- |
| Atlético Mineiro | 2     | 1         | 1992, 1997 | 1995          |
| Rosario Central  | 1     | 1         | 1995       | 1998          |
| Lanús            | 1     | 1         | 1996       | 1997          |
| Botafogo         | 1     | 0         | 1993       |               |
| São Paulo        | 1     | 0         | 1994       |               |
| Santos           | 1     | 0         | 1998       |               |
| Talleres         | 1     | 0         | 1999       |               |
| Peñarol          | 0     | 2         |            | 1993, 1994    |
| Olimpia          | 0     | 1         |            | 1992          |
| Santa Fe         | 0     | 1         |            | 1996          |
| CSA              | 0     | 1         |            | 1999          |